# 大休士頓
休斯敦–伍德蘭–舒格蘭（英語：Houston–The Woodlands–Sugar Land）為美国行政管理和预算局定義的城市群，包括9個縣，位於美國墨西哥灣沿岸地區德克萨斯州東南部，一般通稱該都會區為「大休士頓」（Great Houston）。
休斯敦–伍德蘭–舒格蘭為美國第5大都會區，為德克薩斯州第2大都會區，僅次於達拉斯-沃思堡都會區，根據2010年7月1日人口普查，該都會區人口為6,490,180。休士頓都會區為美國墨西哥灣沿岸地區最大的人口聚居地。
都會區核心城市為休斯敦—為美國南部最大的經濟及文化中心，人口為220萬人。
休士頓為美國成長最快的都會區之一。休斯敦–伍德蘭–舒格蘭都會區於2013-2014年間為人口增加最多的都會區，增加156,371人。都會區面積在1990至2000年間增加25.2%，人口增加超過950,000人，同期全國人口增加13.2%。2000年至2007年，大休士頓地區增加912,994人。 自2000年至2030年間，預估都會區將增加266萬人，人口增加數量為全國第五。大休士頓都會區屬於德州三角地帶都會帶。

## 都會區組成

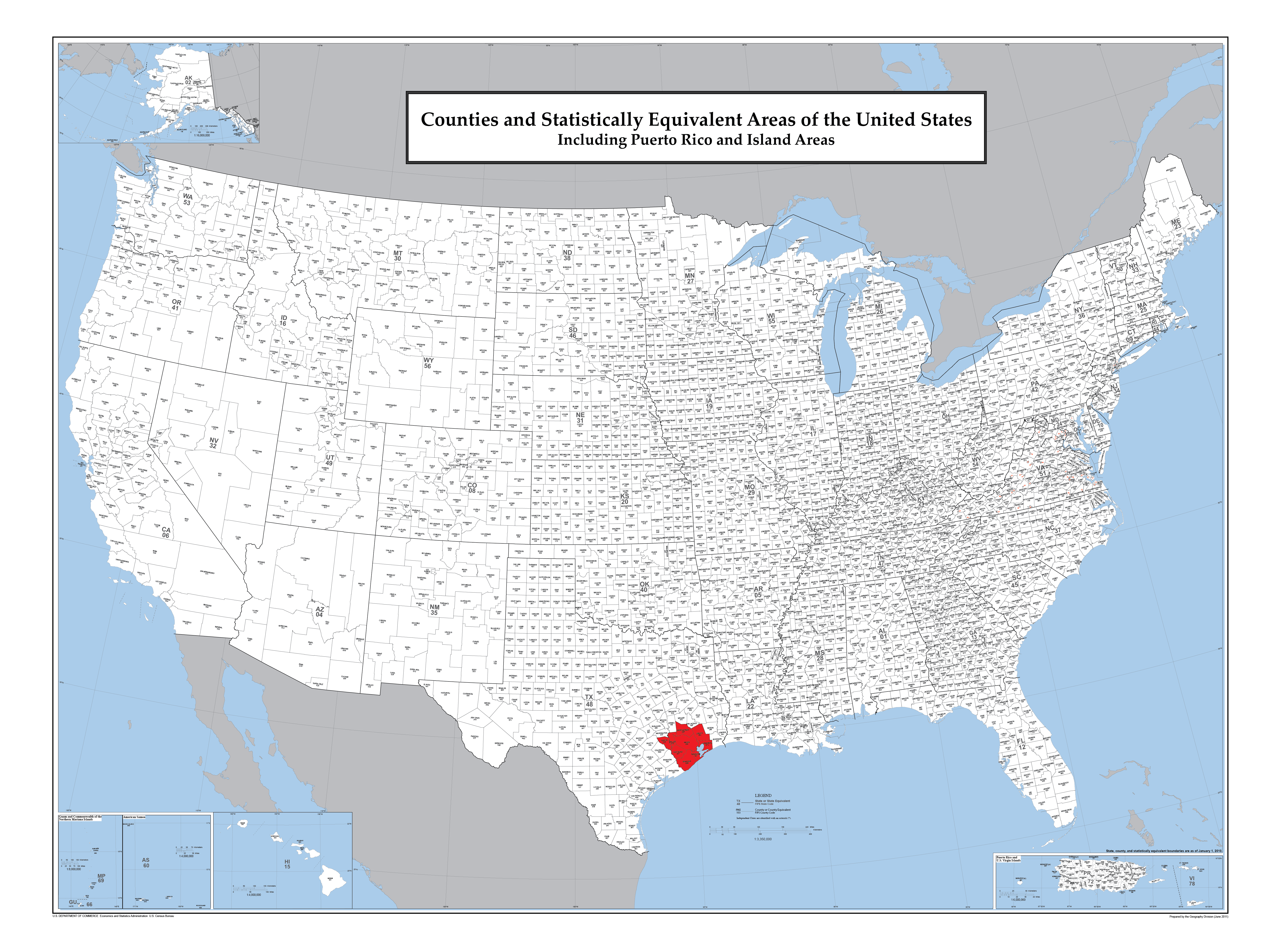
休士頓–伍德蘭–舒格蘭都會區位置圖（紅色）

休士頓–伍德蘭–舒格蘭都會區由德克薩斯州9個縣所組成，以下人口數據為2010年人口普查數據。
- 哈里斯縣 – 4,092,459
- 本德堡縣 – 585,375
- 蒙哥馬利縣 – 455,746
- 布拉佐里亞縣 – 313,166
- 加尔维斯顿县 – 291,309
- 利柏提縣 – 75,643
- 沃勒縣 – 43,205
- 钱伯斯县 – 35,096
- 奧斯汀縣 – 28,417

### 城鎮
休士頓–伍德蘭–舒格蘭都會區包括五個主要地方共同體，伍德蘭為普查规定居民点；其餘為城市。
- 休斯敦 – 2,242,193
- 伍德蘭市 - 109,679
- 舒格蘭 (德克薩斯州) – 80,704
- 貝敦 (德克薩斯州) – 70,330
- 康羅 (德克薩斯州) – 71,592